# Симбірський
Симбі́рський (рос. Симбирский, башк. Сембер) — хутір у складі Кугарчинського району Башкортостану, Росія. Входить до складу Максютовської сільської ради.
Населення — 24 особи (2010; 21 в 2002).
Національний склад:
- росіяни — 71%